# در یک روز مثل امروز
در یک روز مثل امروز (زی النهاردة) یک فیلم مهیج به کارگردانی عمرو سلامه است که در سال ۲۰۰۸ منتشر شد. از بازیگران آن می‌توان به بسما اشاره کرد.